# Abdulla Abatsiyev
Abdulla Alxazoviç Abatsiyev (16 augustus 1993) is een Azerbeidzjaanse voetballer die bij voorkeur op het middenveld speelt. Hij verruilde in juli 2-12 Sumqayıt PFK voor FK Inter Bakoe.

## Clubcarrière
Abatsiyev maakte zijn Europees debuut op 4 juli 2013, tegen IFK Mariehamn in de voorronde van de Europa League. Met Inter Baku eindigde hij in het seizoen 2013/2014 tweede in de Premyer Ligası.

## Clubstatistieken
| Seizoen           | Club              | Competitie     | Competitie | Competitie | Beker             | Beker | Beker | Europees      | Europees | Europees | Totaal | Totaal |
| Seizoen           | Club              | Comp.          | Wed.       | Dlp.       | Comp.             | Wed.  | Dlp.  | Comp.         | Wed.     | Dlp.     | Wed.   | Dlp.   |
| ----------------- | ----------------- | -------------- | ---------- | ---------- | ----------------- | ----- | ----- | ------------- | -------- | -------- | ------ | ------ |
| 2011/12           | Sumqayıt          | Premyer Liqası | 16         | 0          | Azərbaycan Kuboku | 2     | 0     | -             | -        | -        | 18     | 0      |
| 2012/13           | Inter Bakoe       | Premyer Liqası | 18         | 0          | Azərbaycan Kuboku | 2     | 0     | -             | -        | -        | 20     | 0      |
| 2013/14           | Inter Bakoe       | Premyer Liqası | 25         | 3          | Azərbaycan Kuboku | 3     | 1     | Europa League | 3        | 0        | 28     | 4      |
| 2014/15           | Inter Bakoe       | Premyer Liqası | 6          | 1          | -                 | -     | -     | Europa League | 0        | 0        | 5      | 1      |
| Totaal Inter Baku | Totaal Inter Baku |                | 48         | 4          |                   | 5     | 1     |               | 3        | 0        | 53     | 5      |
| Totaal carrière   | Totaal carrière   |                | 64         | 4          |                   | 7     | 1     |               | 3        | 0        | 71     | 5      |

Bijgewerkt t/m 3 oktober 2014

## Interlandcarrière
Abatsiyev debuteerd voor de Azerbeidzjaanse O19 ploeg op 4 april 2010 tegen Noorwegen O19. Zijn debuut op voor Azerbeidzjan O21 maakte hij op 29 februari 2012 in de met 1-0 gewonnen wedstrijd tegen IJsland. Abatsiyev debuteerde voor het nationale team op 27 mei 2014 in een vriendschappelijke wedstrijd tegen de Amerikaans voetbalelftal. Hij speelde 71 minuten.